# 鄟国
鄟国，是中国历史上春秋时期的一个诸侯国，位于今山东省郯城县沭河以东部分、临沭县石门乡部分和江苏省东海县温泉镇的部分村庄。

## 历史
鄟国非常弱小，所以现在很少有史料提及这个国家。但根据《左传》《谷梁传》记载，鲁成公于在位的第六年（前585年），发兵向东南方向扩张，灭掉了鄟国。